# Ara cu frunte roșie
Ara cu frunte roșie (Ara rubrogenys) este un papagal endemic unei mici zone muntoase semideșertice din Bolivia. Este o specie critic periclitată; a fost crescut cu succes în captivitate și este disponibil, dacă nu chiar obișnuit, ca animal de companie. Uneori este cunoscut în literatura de specialitate și sub numele de ara lui Lafresnaye, după numele ornitologului francez Frédéric de Lafresnaye, care a fost unul dintre primii care a descris specia.

## Galerie

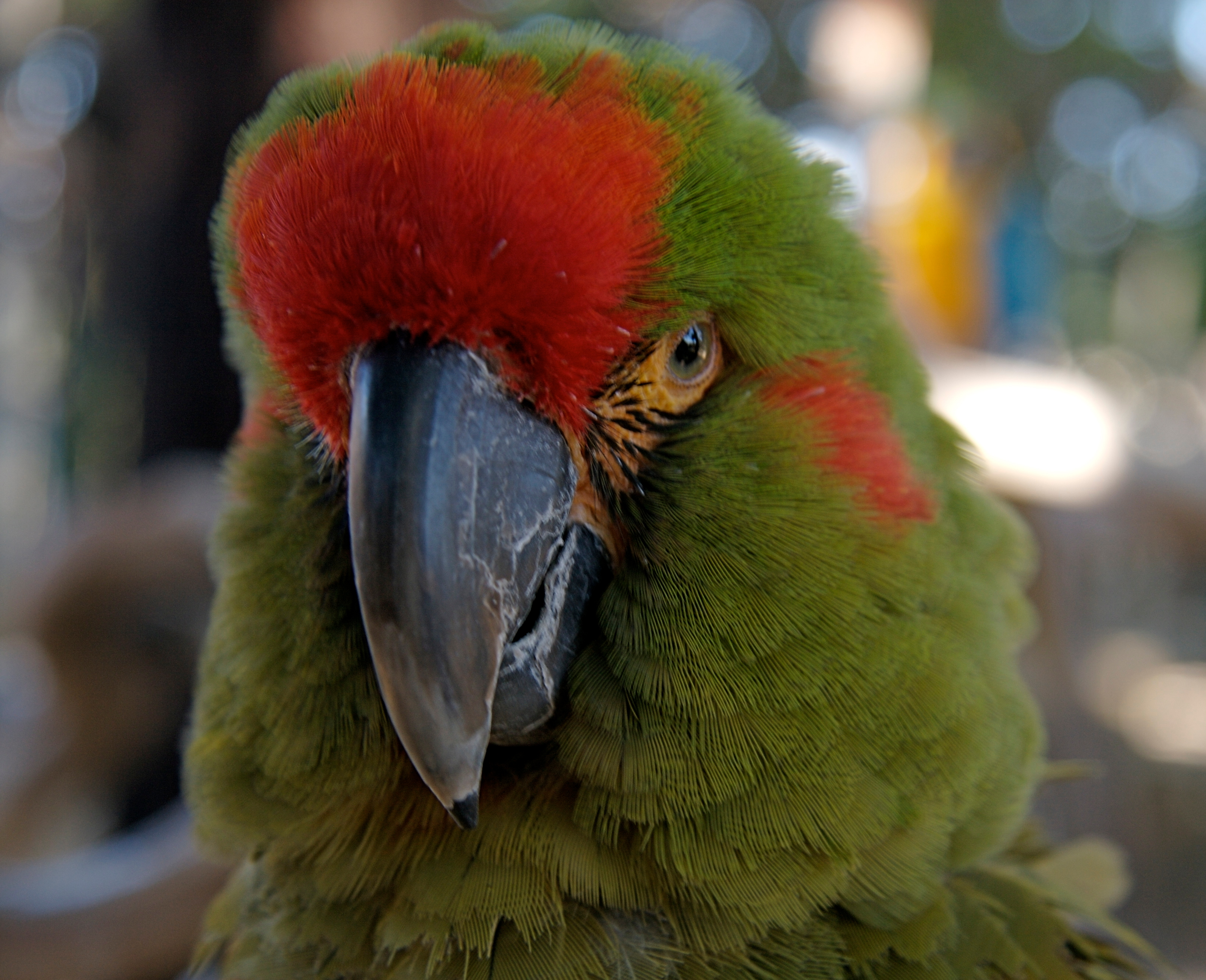
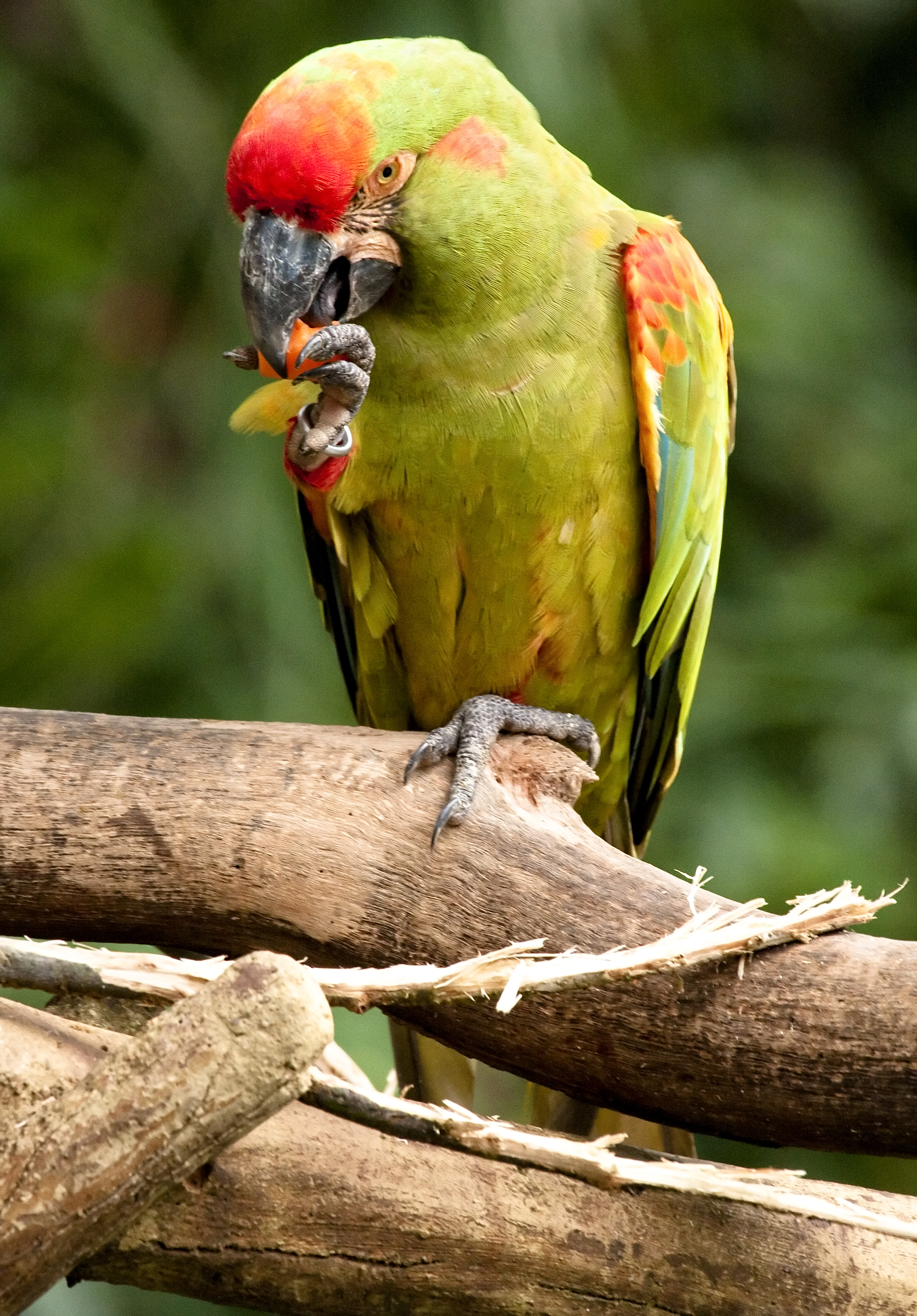
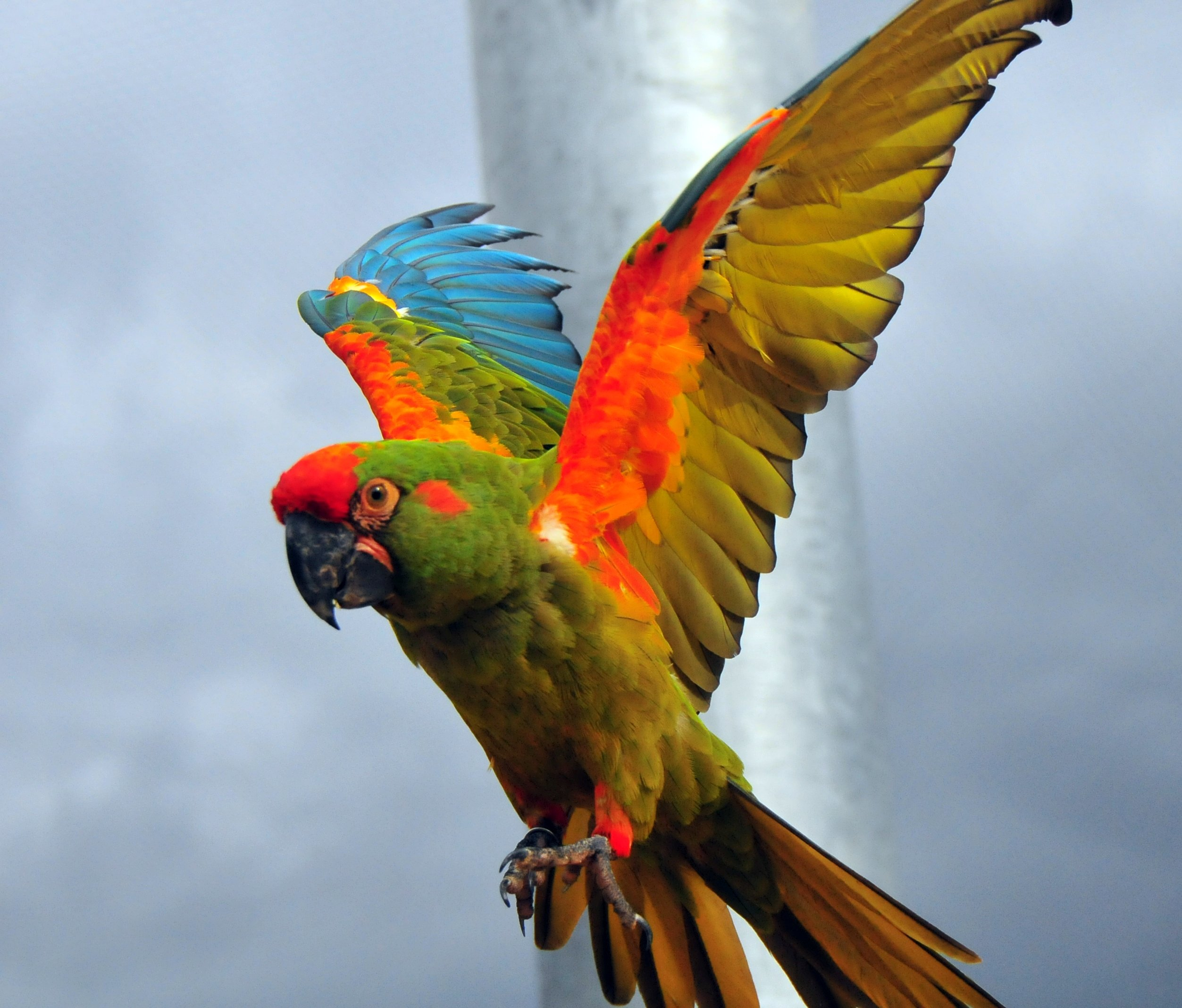